# The Best (Umberto Tozzi)
The Best of Umberto Tozzi è un album raccolta del cantante italiano Umberto Tozzi uscito nel 2002. Contiene in 2 dischi i più grandi successi dell'artista piemontese dal 1976 al 1997. Nessuna traccia dell'ultimo album in studio Un'altra vita è invece inclusa. L'album viene anticipato dal singolo inedito E non volo, che riceve un buon airplay radiofonico e riporta un brano di Tozzi nella top10 dei singoli Fimi. Stessa sorte per l'album, che ottiene il disco di platino.

## Tracce
CD 1
1. E non volo (Inedito)
2. Angelita (Inedito)
3. Donna amante mia
4. Io camminerò
5. Dimentica dimentica
6. Ti amo
7. Perdendo Anna
8. Tu
9. Gloria
10. Qualcosa qualcuno
11. A cosa servono le mani
12. Dimmi di no
13. Stella stai
14. Notte rosa
15. Roma nord
16. Eva
17. Nell'aria c'è

CD 2
1. Se non avessi te (È la verità)
2. Gente di mare
3. Immensamente
4. Si può dare di più
5. Gli altri siamo noi
6. Gli innamorati
7. Equivocando
8. Il mio domani
9. Io muoio di te
10. Lei
11. Arriverà per sempre carnevale
12. Il grido
13. Aria & cielo
14. Quasi quasi
15. We Are All the Same (gli altri siamo noi)
16. Gloria (English Version)
17. You and I (ti amo)

## Formazione
- Umberto Tozzi – voce
- Fabrizio Leo – chitarra acustica, chitarra elettrica
- Maurizio Parafioriti – programmazione
- Fabio Coppini – tastiera, cori, pianoforte
- Roberto Gallinelli – basso
- Paolo Bianchi – batteria
- Stefania Aggio – cori

## Classifiche
| Classifica (2002-2004) | Posizione massima |
| ---------------------- | ----------------- |
| Belgio (Vallonia)      | 9                 |
| Europa                 | 55                |
| Finlandia              | 26                |
| Francia                | 13                |
| Italia                 | 5                 |
| Svezia                 | 11                |
| Svizzera               | 33                |

### Classifiche di fine anno
| Classifica (2002) | Posizione |
| ----------------- | --------- |
| Belgio (Vallonia) | 20        |